# Syngrapha nyiwonis
Syngrapha nyiwonis là một loài bướm đêm trong họ Noctuidae.